# Kaple svatého Prokopa (Pertoltice pod Ralskem)
Kaple svatého Prokopa v Pertolticích je velká novogotická kaple v obci Pertoltice pod Ralskem na Českolipsku.

## Historie
Kostelíček byl v obci postaven v letech 1907 až 1908 v novogotickém slohu podle návrhu Maxe Wiedena z nedaleké Mimoně. Vysvěcen byl 12. října 1908 okrskovým vikářem J. Tschörchem a s ohledem na převažující zemědělce v obci byl zasvěcen svatému Prokopovi, patronu zemědělců.
Po roce 1948 byla kaple uzavřena a začalo dlouhé období chátrání. K opravám došlo až po roce 1990.

## Současnost

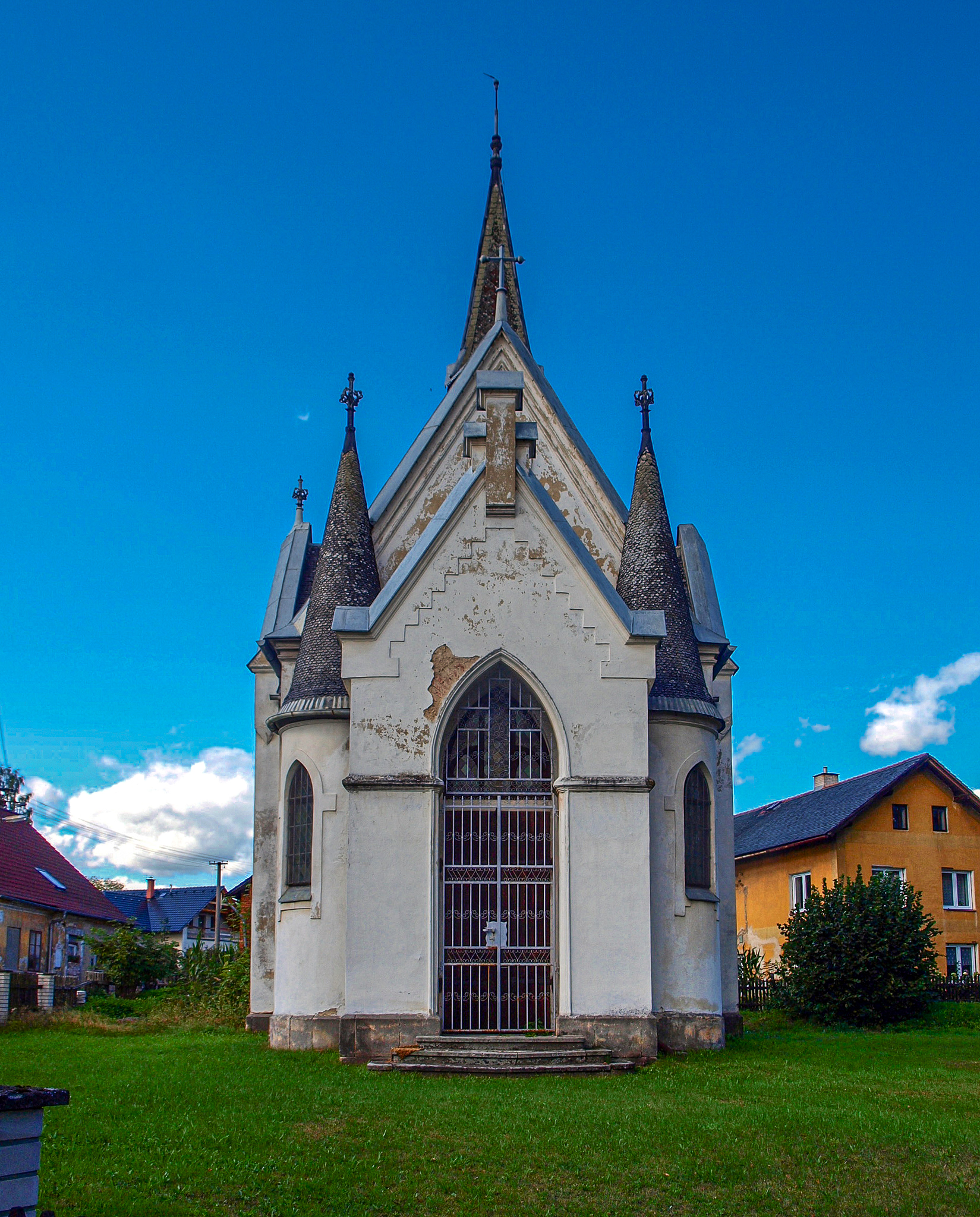
Kaple zepředu

V kapli – kostelíku se koná každoročně bohoslužba o svátku svatého Prokopa 4. července.
Kaple, občas nazývaná v turistických průvodcích kostel, náleží pod Římskokatolickou farnost Mimoň. V katalogu litoměřického biskupství je uvedena jako kaple sv. Prokopa.